# Danh sách mã bưu chính ở Pháp
Mã bưu chính được xuất hiện tại Pháp vào năm 1964, khi La Poste giới thiệu loại tự động. Chúng đã được cập nhật để sử dụng hệ thống 5 chữ số như hiện nay vào năm 1972.
Pháp sử dụng năm mã số bưu chính, hai chữ số đầu tiên đại diện cho lãnh thổ hải thuộc các thành phố. Các con số thổ hải được phân theo thứ tự bảng chữ cái vào giữa năm 1860 và 1870, nhưng đã thay đổi sau đó (chẳng hạn như đổi tên và tách các số thổ hải) có nghĩa là danh sách không còn để đúng chữ cái. Hệ thống này cũng kéo dài đến các vùng lãnh thổ và hải ngoại của Pháp. Lưu ý rằng trong cả hai số thổ hải Corsica bắt đầu bằng "20" đã giao cho Corsica trước khi nó được chia thành hai số hải thổ, mà bây giờ được đánh số 2A và 2B.
Ba chữ số cuối cùng xác định một vị trí chính xác hơn, 000 là nói chung, dành riêng cho các tỉnh. Tuy nhiên, ở Paris, Lyon và Marseille, hai chữ số cuối cùng chỉ ra các quận. Ví dụ, 80000 tương ứng với Amiens, đó là các tỉnh Somme hoặc quận 80, trong khi 69.008 tương ứng với Quận 8 của Lyon.

## Định dạng
Mã bưu chính (tiếng Pháp:code postal) bao gồm năm chữ số. Trong đô thị Pháp hai chữ số đầu tiên là số lượng các thổ hải nơi bưu điện chịu trách nhiệm giao hàng đến một thị trấn. Có một số trong những nơi này khác nhau về nơi tọa lạc. Trong các Sở ở nước ngoài và vùng lãnh thổ, ba chữ số đầu tiên xác định Lãnh thổ hải hoặc vùng lãnh thổ. Các chữ số 00 được sử dụng cho các địa chỉ quân sự. Các chữ số 20 được sử dụng cho tất cả các Corsica; sự phân chia của hòn đảo thành hai vùng không được có bởi một sự thay đổi trong các mã bưu chính.
Ba chữ số tiếp theo xác định cơ quan bưu chính địa phương phụ trách chuyển phát thư. Một mã bưu điện thường xuyên luôn luôn kết thúc với một 0, trường hợp ngoại lệ đáng chú ý là của Paris, Lyon và Marseille và các vùng ở nước ngoài và vùng lãnh thổ. Mã bưu chính không kết thúc bằng số 0 là một mã số đặc biệt được gọi là CEDEX (xem dưới đây), hoặc mã số bưu chính mới.
Tại Paris, Lyon và Marseille, hai chữ số cuối của mã bưu chính để phân biệt các quận. Trước năm 1972, một địa chỉ trong quận thứ tám ở Paris, sẽ được viết như sau:
8 Chambiges rue
Paris 8e
Con số này đã được tích hợp vào các mã bưu chính như:
8 Chambiges rue
75008 Paris
Huyện thứ 16 của Paris có hai mã bưu chính, 75016 (phía nam) và 75.116 (phía bắc).
Trong mỗi thổ hải, các tỉnh (thành phố chính) có một mã bưu chính kết thúc với 000, ví dụ Bourges ở Cher:
15 avenue du Général Leclerc
18000 Bourges
Điều quan trọng hơn trong thành phố, các mã bưu chính đơn giản. Các huyện nhỏ nói chung được công nhận bằng cách sử dụng một mã bưu điện XXX00. Dưới đây là ví dụ mã bưu chính của một ngôi làng nhỏ, Lépaud ở Creuse:
16 grande rue
23170 Lépaud
Một ví dụ khác là Pouillé-les-Côteaux ở Loire-Atlantique:
17 rue de la Cour
44522 Pouillé-les-Côteaux
Và các mã bưu chính của Mortagne-au-Perche, thuộc tỉnh thổ hải de l'Orne:
4 rue des Quinze Fusillés
61400 Mortagne-au-Perche
Không phải là hiếm mà có rất nhiều làng lân cận chia sẻ mã bưu chính, mà chủ yếu liên quan đến một bưu điện lớn ví dụ như: 64.150 có thể tương ứng với Abidos, Bésingrand, Lagor, Lahourcade, Mourenx, Noguère, Os-Marsillon, Pardies, Sauvelade, và Vielleségure. Nó có thể xảy ra khi một ngôi làng được kết hợp với một bưu điện lớn hơn trong Lãnh thổ hải khác, do đó mã bưu điện của nó bắt đầu bằng hai chữ số của thổ hải khác. Ví dụ, Le Fresne-sur-Loire, ở Loire-Atlantique, sử dụng 49.123, trong khi mã bưu điện của nó thường bắt đầu với 44, vì nó gắn liền với các bưu điện của Ingrandes, một xã lân cận ở Maine-et-Loire.
Ở nước ngoài và vùng lãnh thổ sử dụng mã 3 chữ số bắt đầu với: 971 (Guadeloupe), 972 (Martinique), 973 (Guiana thuộc Pháp), 974 (Réunion), 975 (Saint-Pierre và Miquelon), 976 (Mayotte), 984 (tiếng Pháp lãnh thổ phía Nam), 986 (Wallis và Futuna), 987 (French Polynesia), 988 (New Caledonia). Trong tháng 3 năm 2008 La Poste đề nghị Giao đất 977 đến Saint Barthélemy và 978 đến Saint Martin do chúng thuộc nước ngoài. Đây là lý do tại sao các mã bưu chính thường xuyên không kết thúc với 0 ngoại trừ các quận, ví dụ:
Cảng Maison du
97.100 Basse-Terre
4 đại lộ du Général de Gaulle
97.320 Saint-Laurent du Maroni
193 RN2
97.439 Sainte-Rose

## CEDEX
Ngoài ra còn có một hệ thống gọi là CEDEX (Courrier d'Entreprise à Distribution EXceptionnelle - kinh doanh mail đặc biệt) được thiết kế cho người nhận khối lượng lớn thư. Mã bưu chính được phân bổ cho từng tổ chức lớn hoặc chủ sở hữu hộp bưu điện, kết thúc bằng ba chữ số duy nhất, ví dụ:
12 rue de Broquedis
64.205 Biarritz CEDEX
CEDEX luôn luôn được viết bằng chữ hoa. Nó có thể được theo sau bởi một số, nếu thị trấn có nhiều hơn một bưu điện, hoặc nếu nó được chia thành nhiều vùng nhỏ. giao hàng thông thường sẽ được gửi đến:
12 rue de Broquedis
64.200 Biarritz
Có thể chấp nhận để bao gồm một Postale BOITE (bưu hộp) số cũng như địa chỉ đường phố ở địa chỉ CEDEX.

## Monaco
Mã bưu chính Pháp cũng được sử dụng ở Monaco như thể nó là một Lãnh thổ Pháp, đánh số, với mã số gồm 980 và hai chữ số, với 00 được sử dụng cho việc giao hàng đến tất cả các địa chỉ vật lý trong Principality, và 01 đến 99 đang được sử dụng cho các loại giao hàng đặc biệt. Tuy nhiên các quốc gia gửi mail đến phải xác định là "Monaco", không phải "Pháp".
12 đại lộ de la Costa
98000 Monaco
MONACO
23 đại lộ Prince Héréditaire Albert
98025 Monaco CEDEX
MONACO